# Aldo Gasparri
Aldo Gasparri (...) è un effettista italiano.
Ha esordito nel 1966, curando gli effetti speciali del film La battaglia di Algeri, quindi ha partecipato anche a Queimada e soprattutto a Cannibal Holocaust, dando un contributo alla fama scioccante e controversa del film, con i suoi effetti speciali.
Come attore ha interpretato un ruolo nello spaghetti western O' Cangaceiro.

## Filmografia

### Effetti speciali
- La battaglia di Algeri, regia di Gillo Pontecorvo (1966)
- Attentato ai tre grandi, regia di Umberto Lenzi (1967)
- Execution, regia di Domenico Paolella (1968)
- Queimada, regia di Gillo Pontecorvo (1969)
- Giù la testa... hombre!, regia di Demofilo Fidani (1971)
- Cassandra Crossing (The Cassandra Crossing), regia di George Pan Cosmatos (1976)
- La belva col mitra, regia di Sergio Grieco (1977)
- Ashanti, regia di Richard Fleischer (1979)
- Cannibal Holocaust, regia di Ruggero Deodato (1979)
- Schiave bianche, violenza in Amazzonia, regia di Mario Gariazzo (1985)
- Django 2 - Il grande ritorno, regia di Ted Archer (1987)
- La stazione, regia di Sergio Rubini (1990)

### Attore
- O' Cangaceiro, regia di Giovanni Fago (1970)